# Песочная (приток Свапы)
Песо́чная (Песочня) — река в Железногорском районе Курской области. Правый приток Свапы. Длина реки — 26 км. Площадь водосборного бассейна — 103 км².
Берёт начало недалеко от посёлка Громова Дубрава. Основное направление течения — с севера на юг. Впадает в Свапу южнее деревни Зорино, в районе урочища Пустошь-Корень. 
На реке расположен гидроотвал Михайловского ГОКа. 
Песочная протекает через сёла Макарово и Андросово и деревню Хлынино.